# Lista Vermelha da IUCN
A Lista Vermelha da União Internacional para a Conservação da Natureza e dos Recursos Naturais (IUCN) das espécies ameaçadas, também conhecida como Lista Vermelha da IUCN ou, em inglês, IUCN Red List ou Red Data List, foi criada em 1964 e constitui um dos inventários mais detalhados do mundo sobre o estado de conservação mundial de várias espécies de plantas, animais, fungos e protistas.
A Lista Vermelha obedece a critérios precisos, para avaliar os riscos de extinção de milhares das espécies e subespécies, pertinentes a todas as espécies e em todas as regiões do mundo, com o objetivo de informar sobre a urgência das medidas de conservação para o público e legisladores, assim como ajuda a comunidade internacional na tentativa de reduzir as extinções.
Os seus principais conselheiros sobre as espécies incluem a BirdLife International, a World Conservation Monitoring Centre e outros grupos da especialidade no âmbito do Comité de Sobrevivência das Espécies, Species Survival Commission (SSC), da IUCN. Cerca de metade das espécies incluídas na lista são acompanhadas por estas organizações.
A IUCN tem como objectivo a reavaliação da categoria de cada espécie a cada cinco anos, se possível, ou pelo menos em cada dez anos. Isto é feito, habitualmente, por revisão por pares através dos grupos de especialistas do Comité de Sobrevivência das Espécies da IUCN, (SSC), responsáveis por cada grupo de espécies ou área geográfica específica. Por exemplo a BirdLife International é responsável pela totalidade da classe Aves. Há mais de 7 mil espécies ainda não extintas na Lista Vermelha de 2006 que não tiveram a sua categoria avaliada desde 1996.

## Versões

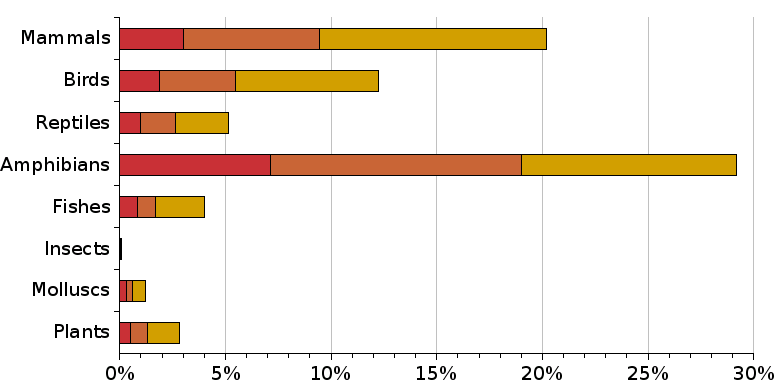
Percentagem de espécies de diferentes grupos consideradas como em perigo crítico, em perigo, ou vulneráveis, na Lista Vermelha da IUCN em 2007

Até junho de 2015, havia 7 versões da Lista Vermelha da União Internacional disponíveis:  Para as plantas, a Lista Vermelha de 1997 é a fonte mais importante.
- Versão 1.0 (1991)
- Versão 2.0 (1992)
- Versão 2.1 (1993)
- Versão 2.2 (1994)
- Versão 2.3 (1994)
- Versão 3.0 (1999)
- Versão 3.1 (2001)

## Categorias da Lista Vermelha
Esquema gráfico para as categorias da Lista Vermelha da União Internacional para a Conservação da Natureza (IUCN).
| Categorias e critérios de 2001 (versão 3.1)                                                                                           | Descrição | Categorias e critérios de 1994 (versão 2.3) |
| --- | --- | ------------------------------------------- |
| | Pouco preocupante (LC ou LR/lc): categoria de risco mais baixo. Não qualificável para uma categoria de maior risco. Taxa abundantes e amplamente distribuídos são incluídos nesta categoria. |                                             |
| | Quase ameaçada (NT ou LR/nt): perto de ser classificada ou provavelmente qualificável para ser incluída numa das categorias de ameaça num futuro próximo. |                                             |
| Não é atualmente uma categoria utilizada na Lista Vermelha IUCN 3.1 (porém, pode ser considerada na categoria "NT" - Quase Ameaçada). | Dependente de medidas de conservação (LR/cd): realce para um continuado programa de conservação, específico para um determinado taxon ou habitat. A cessação desse programa poderá levar a que o taxon qualifique para uma das categorias de ameaça listadas abaixo, num período de cinco anos. |                                             |

| Categorias e critérios de 2001 (versão 3.1) | Descrição | Categorias e critérios de 1994 (versão 2.3) |
| ------------------------------------------- | --- | ------------------------------------------- |
|                                             | Vulnerável (VU): considerada como estando a sofrer um risco elevado de extinção na natureza.                     |                                             |
|                                             | Em perigo (EN), considerada como estando a sofrer um risco muito elevado de extinção na natureza.                |                                             |
|                                             | Em perigo crítico (CR): considerada como estando a sofrer um risco extremamente elevado de extinção na natureza. |                                             |

| Categorias e critérios de 2001 (versão 3.1) | Descrição | Categoria e critérios de 1994 (versão 2.3) |
| ------------------------------------------- | --- | ------------------------------------------ |
|                                             | Extinto na natureza (EW), apenas conhecida como sobrevivendo por cultivo, em cativeiro ou como população naturalizada, fora da sua área de distribuição conhecida. |                                            |
|                                             | Extinto (EX): não existe dúvida razoável que o último indivíduo morreu.                                                                                            |                                            |

| Categorias e critérios de 2001 (versão 3.1) | Descrição | Categoria e critérios de 1994 (versão 2.3) |
| ------------------------------------------- | --- | ------------------------------------------ |
|                                             | Dados insuficientes (DD), informação inadequada para fazer assessoria directa ou indirecta do risco de extinção.        |                                            |
|                                             | Possivelmente extinta (PE): uma categoria dada pela BirdLife International. Subcategoria de Em perigo crítico (CR).     |                                            |
|                                             | Possivelmente extinta na natureza (PEW): termo usado na Lista Vermelha da IUCN. Subcategoria de Em perigo crítico (CR). |                                            |
|                                             | Não avaliada (NE): Não foi ainda avaliada em função dos critérios.                                                      |                                            |